# Parasomnia
Albums de Dream Theater
A View from the Top of the World
(2021)
Singles
1. Night Terror
Sortie : 10 octobre 2024
2. A Broken Man
Sortie : 3 décembre 2024
3. Midnight Messiah
Sortie : 22 janvier 2025

Parasomnia est le seizième album studio du groupe de metal progressif américain Dream Theater, sorti le 7 février 2025 sous le label InsideOut Music. C'est le premier album du groupe avec le batteur et membre fondateur Mike Portnoy depuis Black Clouds and Silver Linings, sorti en 2009.
Le 10 octobre 2024, l'album est annoncé et le single Night Terror est publié,,. Un deuxième single, intitulé A Broken Man, est publié le 3 décembre 2024, puis un troisième, Midnight Messiah, le 22 janvier 2025.

## Liste des titres
| 1.    | In the Arms of Morpheus | 5:22  |
| 2.    | Night Terror            | 9:55  |
| 3.    | A Broken Man            | 8:30  |
| 4.    | Dead Asleep             | 11:06 |
| 5.    | Midnight Messiah        | 7:58  |
| 6.    | Are We Dreaming?        | 1:28  |
| 7.    | Bend the Clock          | 7:24  |
| 8.    | The Shadow Man Incident | 19:32 |
| 71:15 |                         |       |

## Crédits

### Membres du groupe
- James LaBrie : chant
- John Petrucci : guitare, production
- John Myung : basse
- Jordan Rudess : clavier
- Mike Portnoy : batterie

### Équipe technique
- James Meslin : ingénieur du son
- Andy Sneap : mixage, mastering
- Hugh Syme (en) : pochette

### Classements hebdomadaires
| Classement (2025)                  | Meilleure place |
| ---------------------------------- | --------------- |
| Allemagne (Media Control AG)       | 3               |
| Australie (ARIA)                   | 24              |
| Autriche (Ö3 Austria Top 40)       | 4               |
| Belgique (Flandre Ultratop)        | 5               |
| Belgique (Wallonie Ultratop)       | 6               |
| Canada (Canadian Albums Chart)     | 66              |
| Écosse (OCC)                       | 5               |
| Espagne (Promusicae)               | 59              |
| États-Unis (Billboard 200)         | 41              |
| Finlande (Suomen virallinen lista) | 6               |
| France (SNEP)                      | 15              |
| Italie (FIMI)                      | 8               |
| Japon (Oricon)                     | 12              |
| Norvège (VG-lista)                 | 9               |
| Pays-Bas (Mega Album Top 100)      | 4               |
| Royaume-Uni (UK Albums Chart)      | 23              |
| Royaume-Uni (Rock & Metal Albums)  | 1               |
| Suède (Sverigetopplistan)          | 9               |
| Suisse (Schweizer Hitparade)       | 2               |